# Procornitermes
Procornitermes (лат.) — род термитов из подсемейства Syntermitinae (Termitidae).

## Распространение
Неотропика.

## Описание
От близкого таксона Cornitermes род Procornitermes отличаются передними голенями, на которых отсутствует ряд коротких шипиков по внутреннему краю. Бока грудного отдела округлые; усики состоят из 13-15 члеников. Голова солдат отличается коротким, но заметным носом-трубочкой (фонтанеллой). Фонтанелла служит для распыления химического веществ, отпугивающих врагов (муравьи и другие хищники). Переднеспинка седловидная, с отчетливой передней приподнятой лопастью. Обитают в лесах и саваннах Бразилии.

## Систематика
Род Procornitermes был впервые выделен в 1949 году американским энтомологом Альфредом Эмерсоном (1896—1976) на основании типового вида Termes striatus Hagen, 1858 (Procornitermes striatus). Долгое время таксон входил в состав подсемейства Nasutitermitinae. В 2004 году в результате ревизии, проведённой американскими энтомологами Майклом Энджелом и Кумаром Кришной, род был включён в отдельное подсемейство Syntermitinae. Род Procornitermes это группа, которая обладает сходством с родами Cornitermes и Syntermes.
- Procornitermes araujoi Emerson, 1952
- Procornitermes lespesii (Müller, 1873)
- Procornitermes romani Emerson, 1952
- Procornitermes striatus (Hagen, 1858)
- Procornitermes triacifer (Silvestri, 1901)